# Kleptochthonius
Genre
Synonymes
- Heterochthonius Chamberlin, 1929 nec Berlese, 1910

Kleptochthonius est un genre de pseudoscorpions de la famille des Chthoniidae.

## Distribution
Les espèces de ce genre sont endémiques des États-Unis.

## Liste des espèces
Selon Pseudoscorpions of the World (version 3.0) :
- Kleptochthonius (Chamberlinochthonius) Vachon, 1952
  - Kleptochthonius affinis Muchmore, 1976
  - Kleptochthonius anophthalmus Muchmore, 1970
  - Kleptochthonius attenuatus Malcolm & Chamberlin, 1961
  - Kleptochthonius barri Muchmore, 1965
  - Kleptochthonius binoculatus Muchmore, 1974
  - Kleptochthonius cerberus Malcolm & Chamberlin, 1961
  - Kleptochthonius charon Muchmore, 1965
  - Kleptochthonius daemonius Muchmore, 1965
  - Kleptochthonius erebicus Muchmore, 1965
  - Kleptochthonius gertschi Malcolm & Chamberlin, 1961
  - Kleptochthonius hageni Muchmore, 1963
  - Kleptochthonius henroti (Vachon, 1952)
  - Kleptochthonius hetricki Muchmore, 1974
  - Kleptochthonius hubrichti Muchmore, 1965
  - Kleptochthonius infernalis Malcolm & Chamberlin, 1961
  - Kleptochthonius krekeleri Muchmore, 1965
  - Kleptochthonius lutzi Malcolm & Chamberlin, 1961
  - Kleptochthonius microphthalmus Malcolm & Chamberlin, 1961
  - Kleptochthonius myopius Malcolm & Chamberlin, 1961
  - Kleptochthonius orpheus Muchmore, 1965
  - Kleptochthonius packardi (Hagen, 1879)
  - Kleptochthonius pluto Muchmore, 1965
  - Kleptochthonius proserpinae Muchmore, 1965
  - Kleptochthonius proximosetus Muchmore, 1976
  - Kleptochthonius regulus Muchmore, 1970
  - Kleptochthonius rex Malcolm & Chamberlin, 1961
  - Kleptochthonius similis Muchmore, 1976
  - Kleptochthonius stygius Muchmore, 1965
  - Kleptochthonius tantalus Muchmore, 1966
- Kleptochthonius (Kleptochthonius) Chamberlin, 1949
  - Kleptochthonius crosbyi (Chamberlin, 1929)
  - Kleptochthonius geophilus Malcolm & Chamberlin, 1961
  - Kleptochthonius inusitatus Muchmore, 1994
  - Kleptochthonius magnus Muchmore, 1966
  - Kleptochthonius multispinosus (Hoff, 1945)
  - Kleptochthonius oregonus Malcolm & Chamberlin, 1961
  - Kleptochthonius polychaetus Muchmore, 1994
  - Kleptochthonius sheari Muchmore, 1994
- sous-genre indéterminé
  - Kleptochthonius griseomanus Muchmore, 2000
  - Kleptochthonius lewisorum Muchmore, 2000

## Publications originales
- Chamberlin, 1949 : New and little-known false scorpions from various parts of the world (Arachnida, Chelonetida), with notes on structural abnormalities ill two species. American Museum Novitates, no 1430, p. 1-57 (texte intégral).
- Chamberlin, 1929 : On some False Scorpions of the suborder Heterosphyronida (Arachnida-Chelonethida). Canadian Entomologist, vol. 61, p. 152-155.
- Vachon, 1952 : A propos d'un Pseudoscorpion cavernicole découvert par M. le Dr. H. Henrot, dans une grotte de la Virginie occidentale, en Amérique du Nord. Notes Biospéléologiques, vol. 7, p. 105-112.